# 元泉馨
元泉 馨（もといずみ かおる、1893年〈明治26年〉5月11日 - 1948年〈昭和23年〉7月15日）は、日本の陸軍軍人。最終階級は陸軍少将。変名・元金福。

## 経歴
愛媛県出身。小学校・元泉久吉の三男として生まれる。横浜第一中学校（現神奈川県立希望ヶ丘高等学校）卒業を経て、1915年（大正4年）5月、陸軍士官学校（27期）を卒業し、同年12月、陸軍騎兵少尉に任官し騎兵第11連隊付となる。1926年（大正15年）12月、陸軍大学校（38期）を卒業した。
1927年（昭和2年）3月、騎兵第11連隊中隊長に就任し、陸士教官を経て、1931年（昭和6年）8月、騎兵少佐に昇進し近衛師団参謀となる。1932年（昭和7年）12月、陸軍騎兵学校教官に転じ、1936年（昭和11年）3月、騎兵中佐に進む。同年8月、陸士付となり、騎兵第23連隊付、騎兵第118大隊長を務め、1939年（昭和14年）3月、騎兵大佐に昇進した。
1939年9月、留守第14師団司令部付となり、捜索第24連隊長を経て、1940年（昭和15年）8月、第17師団参謀長に発令され日中戦争に出征した。1942年（昭和17年）8月、関東軍司令部付（満州国軍軍官学校顧問）に転じ、1943年（昭和18年）8月、陸軍少将に進級。1945年（昭和20年）3月、独立歩兵第14旅団長に就任し終戦を迎えた。
1946年（昭和21年）3月16日、北支那方面軍司令部付となる。その後、国共内戦に元金福中将として参戦。1948年（昭和23年）1月31日、公職追放仮指定を受けた。同年7月、山西省で紅軍と戦闘中に戦傷を受けて自決した。

## 親族
- 兄 元泉威（海軍少将）[1]
- 義弟 小島俊治（陸軍少佐）[1]